# Бэиле-Олэнешти
Бэиле-Олэнешти (рум. Băile Olănești) — город в Румынии в составе жудеца Вылча.

## История
Местные целебные горячие источники пользовались популярностью как минимум со второй половины XVIII века. В 1830 году врач Карл Фридрих Шиллер впервые проанализировал их состав, и эти места стали развиваться как курорт. В 1873 году местные воды демонстрировались на Всемирной выставке в Вене, где получили золотую медаль. В 1877 году здесь уже функционировало три отеля.
В 1895 году мощное наводнение уничтожило практически весь курорт, который вновь начал функционировать только в 1904 году. К 1915 году в деревню в летний сезон ежегодно приезжало до 2 тысяч гостей. В 1953 году Бэиле-Олэнешти получила статус города и превратилась в курорт, функционирующий круглый год.